# Col de la Croix-Perrin
Le col de la Croix-Perrin est un col de montagne situé à 1 218 mètres d'altitude dans le département français de l'Isère, dans le nord du massif du Vercors. Le col se trouve entièrement dans l'enceinte du parc naturel régional du Vercors.

## Géographie
Le col se situe sur le chaînon de Sornin et aux limites des territoires communaux d'Autrans et de Lans-en-Vercors, qui passe au niveau du parking de l'unique auberge, cette dernière étant située sur le territoire de Lans-en-Vercors.

Autres vues du col de la Croix-Perrin
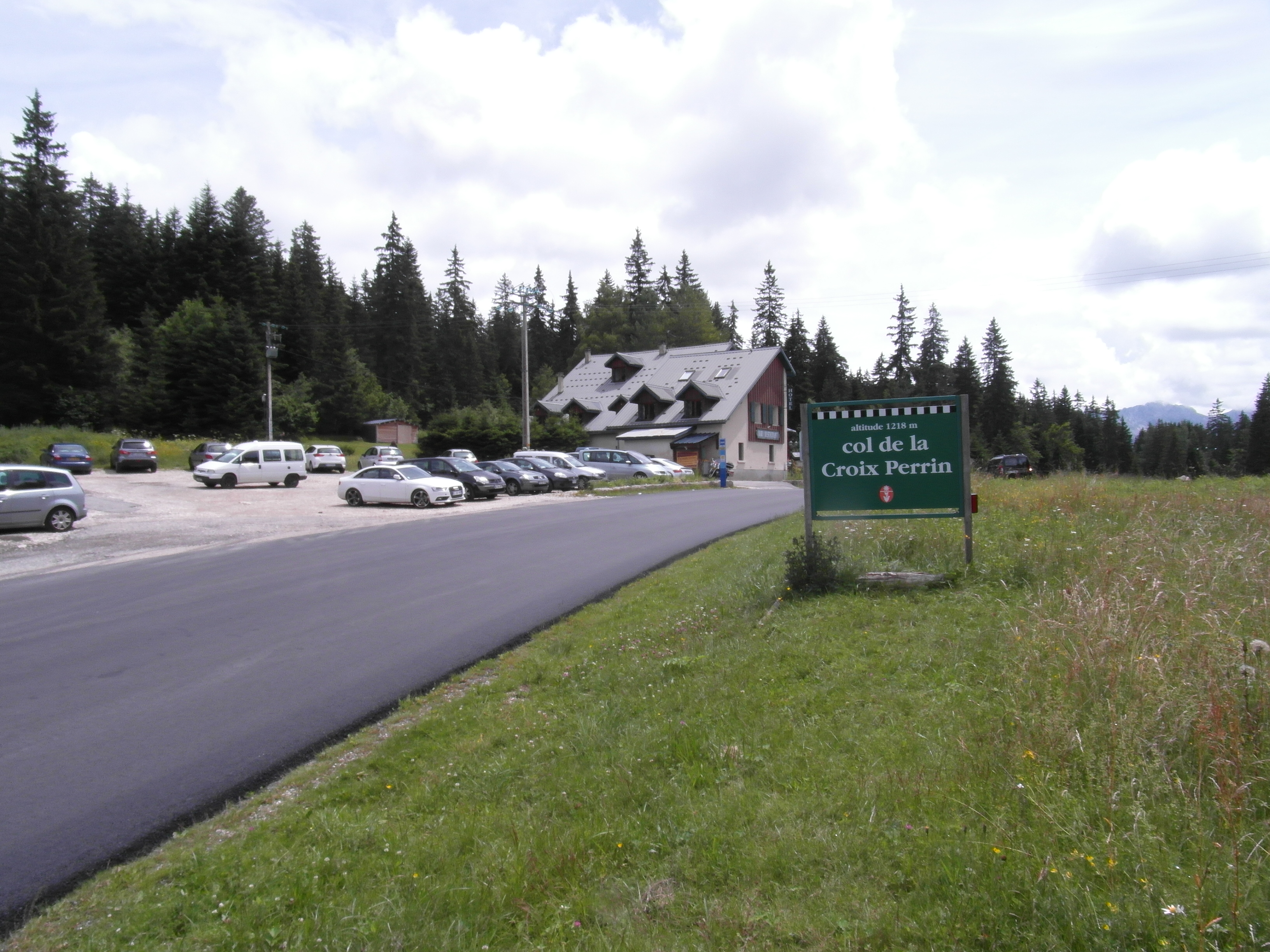
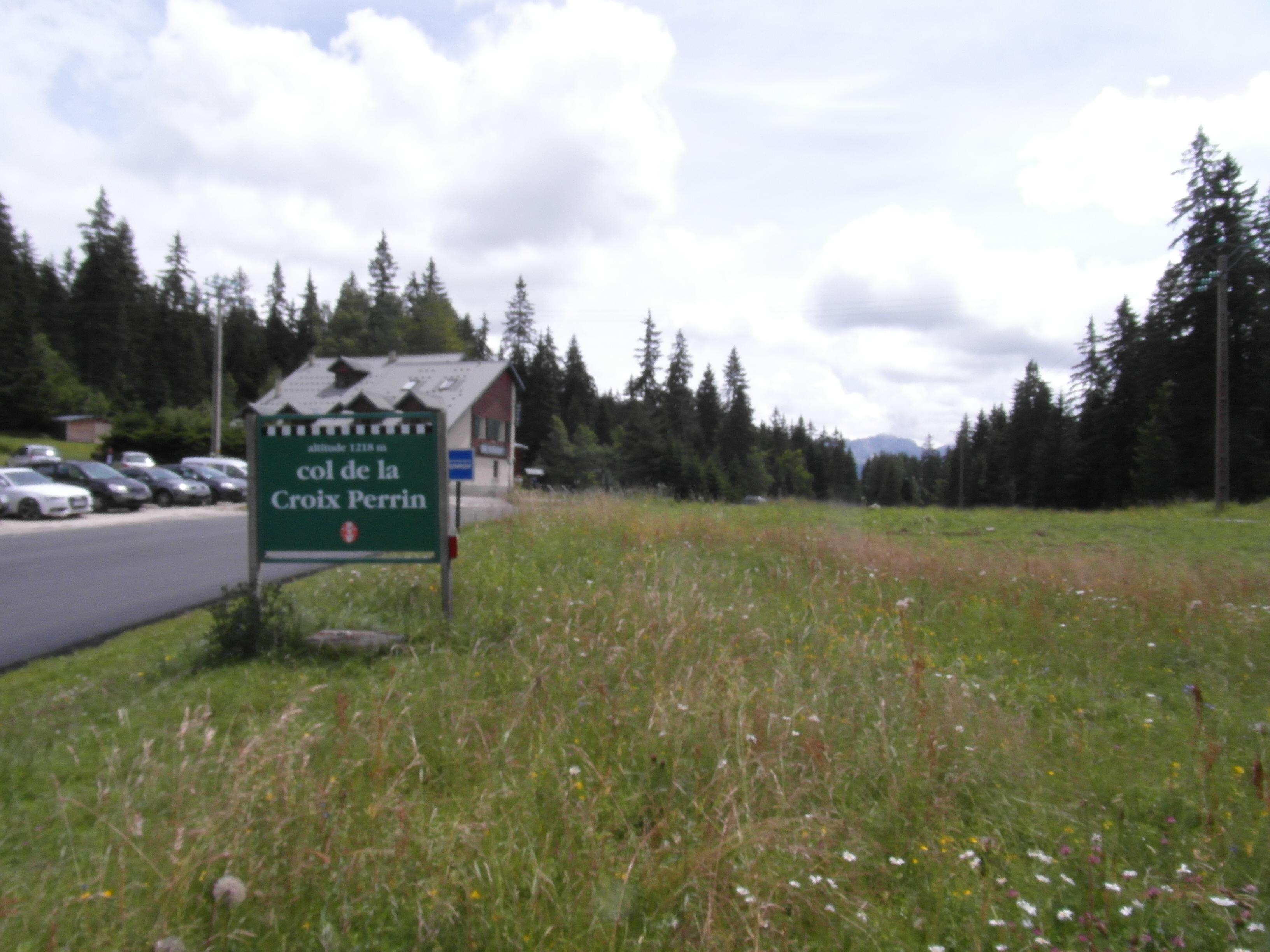
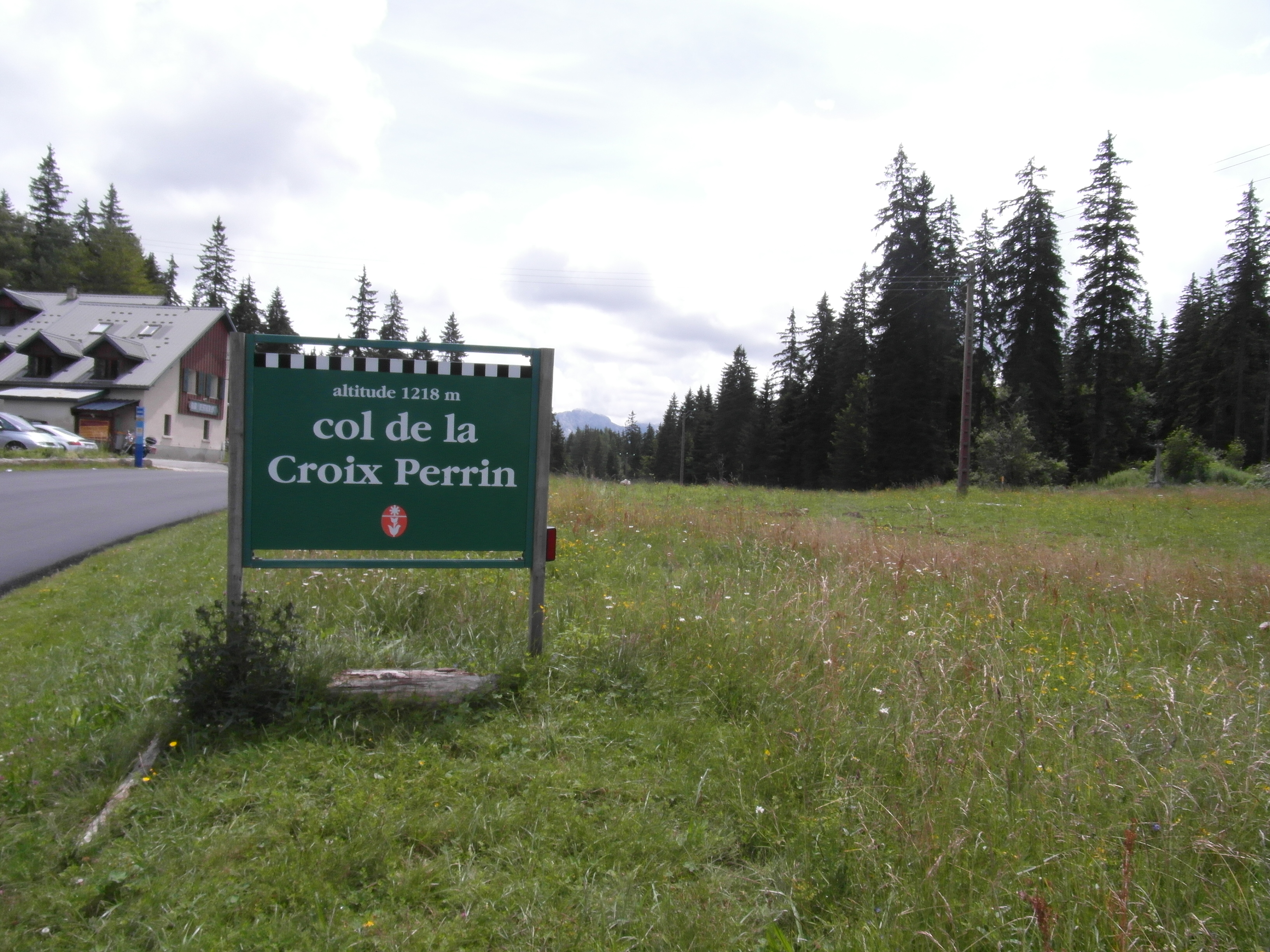

## Activités sportives

### Espace nordique
Une route forestière, dite de Saint-Barthélémy, relie le col de la Croix-Perrin au plateau et aux crêtes de la Molière. Lorsque celle-ci est enneigée en hiver, elle est utilisée en piste de randonnée de ski nordique.